# Grande Compagnie du Luxembourg
De Grande Compagnie du Luxembourg was een naamloze vennootschap van Belgisch recht, opgericht op 11 september 1846, met als voornaamste doel de aanleg en exploitatie van een spoorlijn van Brussel naar Luxemburg. Ze werd overgenomen door de Belgische Staatsspoorwegen in 1873.

## Voorgeschiedenis
Sinds 1825 bestond er een plan voor de bouw van een kanaal van de Maas naar de Moezel, tussen Luik en Wasserbillig, via de te kanaliseren beddingen van de Ourthe in het noorden, de Woltz, Wiltz en Sûre in het zuiden, en een uit te graven kanaal, deels ondergronds, op de waterscheiding tussen Houffalize en Clervaux. De concessie voor de bouw van het kanaal en de exploratie van mijnen in Luxemburg werd verleend door koning Willem I op 1 juli 1827, met de verplichting het kanaal in vijf jaar af te werken. Te dien einde werd een naamloze vennootschap Société du Luxembourg opgericht op 10 januari 1828. De werken werden aangevat, met name op de waterscheidingslijn, waar delen van het kanaal en de half afgewerkte tunnel nog te zien zijn (zie de artikels Ourthekanaal en Kanaal van Bernistap). Na de revolutie van 1830 en de Belgische onafhankelijkheid werden de werken stilgelegd in 1831. Met de opkomst van de spoorwegen vanaf 1835 verloor het kanaalproject zijn belang en kregen de financiers meer belangstelling voor spoorwegen.

## Ontstaan
De concessie voor een spoorlijn naar Luxemburg werd door de wet van 18 juni 1846 verleend aan een groep Engelse financiers, Clossmann & consorts, die op 11 september 1846 de naamloze vennootschap Grande Compagnie du Luxembourg oprichtten. De Engelse belangstelling voor de Great Luxemburg hield verband met het feit dat deze spoorlijn een onderdeel vormde van de verbinding Londen – Indië via Trieste, zowel voor reizigers- als voor postverkeer (vandaar de benamingen mailboat voor de veerboot Dover-Oostende en mailtrain voor de aansluitende internationale treinen Oostende-Italië via Luxemburg).
De Grande Compagnie du Luxembourg kocht van de oude Société du Luxembourg de rechten over op het Maas-Moezelkanaal en op de exploratie van mijnen in Luxemburg. De concessie omvatte:
- de bouw van een spoorlijn van Brussel naar Aarlen met verlengingen tot de Luxemburgse grens in Sterpenich en tot de Franse grens in Mont-Saint-Martin, en van zijlijnen naar de Ourthe en naar Bastenaken, te voltooien in vijf jaar;
- de kanalisering van de Ourthe tussen Luik en Laroche;
- de exploratie en exploitatie van mijnen en steengroeven in de provincie Luxemburg.

De werken verliepen moeizaam en de beschikbare kapitalen bleken onvoldoende. Er werden verschillende juridische processen gevoerd. De staat kwam te hulp door financiële garanties te bieden en door de uitvoeringstermijn van de werken te verlengen, eerst tot 1856 en vervolgens tot 1859. Uiteindelijk kon de spoorlijn Brussel-Aarlen in 1858 geopend worden en werd de Luxemburgse grens bereikt in 1859.

## Aangelegde spoorlijnen

### Brussel – Luxemburg
De lijn (thans de spoorlijnen 161 en 162) werd in verschillende stappen geopend:
- Brussel-Luxemburg – La Hulpe: 12 augustus 1854
- La Hulpe – Gembloers: 9 juni 1855
- Gembloers – Rhisnes: 10 september 1855
- Rhisnes – Namen: 14 april 1856
- Brussel-Noord – Brussel-Luxemburg: 23 oktober 1856
- Namen – Ciney: 15 mei 1858
- Ciney – Grupont: 17 juli 1858
- Grupont – Aarlen: 27 oktober 1858
- Aarlen – Luxemburgse grens: 14 september 1859
- zijlijn Autelbas – Athus: 13 januari 1862, verlengd tot de Franse grens op 10 januari 1863.

Om kosten te besparen werd de lijn tussen Namen en Luxemburg zoveel mogelijk volgens de rivierbeddingen aangelegd, zonder tunnels of viaducten. De lijn was oorspronkelijk ook enkelsporig.
Op de Luxemburgse grens sloot de lijn aan op de lijnen van de maatschappij Guillaume Luxembourg richting Luxemburg-stad en Thionville in Frankrijk, vanaf 1861 ook richting Trier in Duitsland. Op de Franse grens sloot de zijlijn naar Mont-Saint-Martin aan op de lijnen van de Est français.

### De Ourthe-lijn
In 1863 verkreeg de Grande Compagnie du Luxembourg de concessie voor een spoorlijn van Marloie naar Luik door de Ourthevallei. Haar verplichting om de Ourthe te kanaliseren werd beperkt tot het gedeelte tussen Luik en Comblain-au-Pont. De spoorlijn (thans lijn 43) werd geopend in twee fasen:
- Marloie – Melreux: 25 juli 1865
- Melreux – Angleur bij Luik: 18 juni 1866.

### De lijn naar Bastenaken (Bastogne)
Het baanvak Libramont – Bastogne (spoorlijn 163) werd geopend op 15 november 1869.

## Overname door de Belgische Staatsspoorwegen
In 1869, op de vooravond van de Frans-Duitse oorlog van 1870, werd in België vernomen dat er een overeenkomst afgesloten was tussen de Grande Compagnie du Luxembourg en de Est français om de spoorlijnen te laten overnemen door de Franse maatschappij. Dit leidde tot de Belgische spoorwegenkwestie die grote diplomatieke onrust veroorzaakte. De Belgische regering diende vervolgens een wetsvoorstel in om aan Belgische spoorwegmaatschappijen te verbieden hun rechten en concessies af te staan aan een andere maatschappij zonder goedkeuring van de Belgische regering. Deze wet werd, met terugwerkende kracht, goedgekeurd in het parlement op 23 februari 1869.
De terugkoop van de spoorlijnen van de Grande Compagnie du Luxembourg door de Belgische Staat werd beklonken in de Conventie van 31 januari 1873, waardoor de staat alle rechten van de Grande Compagnie overnam, inclusief de exploitatie van het Ourthekanaal en de mijnconcessies. De Conventie werd goedgekeurd door de wet van 15 maart 1873, met terugwerkende kracht tot 1 januari 1873. Vanaf dan werden de spoorlijnen geëxploiteerd door de Belgische Staatsspoorwegen, die de lijn Brussel – Luxemburg ook op dubbelspoor brachten.